# Vloerzegem
Vloerzegem est un village de la section Smeerebbe-Vloerzegem dans la ville belge de Grammont dans le Denderstreek situé dans la province de Flandre-Orientale en Région flamande. Avec le village Smeerebbe il forme la section Smeerebbe-Vloerzegem.